# Gobiobotia brevibarba
Gobiobotia brevibarba är en fiskart som beskrevs av Mori, 1935. Gobiobotia brevibarba ingår i släktet Gobiobotia och familjen karpfiskar. Inga underarter finns listade i Catalogue of Life.